# Outdoor Co-ed Topless Pulp Fiction Appreciation Society
Die Outdoor Co-ed Topless Pulp Fiction Appreciation Society (englisch, etwa: Freiluft-Koedukative-Oben-Ohne-Pulp-Fiction-Wertschätzungs-Gesellschaft, kurz OCETPFAS) war eine Gruppe Personen, die seit dem 17. August 2011 in New York Treffen in der Öffentlichkeit abhalten, um ohne Kleidung am Oberkörper Literatur zu konsumieren und diskutieren, die zudem auch auf das in New York City verbriefte Recht, als Frau barbusig zu sein, hinweist.

## Geschichte
Die Gründung der Gruppe, die „aus mehreren Dutzend“ Mitgliedern besteht, erfolgte 2011.

„The extent to which boobs have been sexualized on our society is laughable.“

„Das Ausmaß, in dem Brüste in unserer Gesellschaft sexualisiert werden, ist lächerlich.“

## Zielsetzung
Die Outdoor Co-ed Topless Pulp Fiction Appreciation Society verfolgt keine explizit politische Zielsetzung, verweist aber regelmäßig auf die politische Facette bzw. Perspektive ihres Handelns.

„The overall purpose of the group is for girls who want to take advantage of the legality of being topless in New York to be able to, while reading books. [...] We are hoping to go from this being something taboo to something of social inconsequence.“

„Der Zweck der Gruppe ist, Frauen, welche die Legalität der Barbusigkeit für sich nutzen wollen, dies zu ermöglichen. Wir hoffen auf eine Entwicklung von einem Tabu zu etwas, was ohne soziale Konsequenzen ist.“

### Öffentliches Theater
Am 19. und 20. Mai 2016 führte ein Teil der Gruppe im Central Park William Shakespears Theaterstück Der Sturm auf, wobei alle Schauspieler weiblichen Geschlechts und Nackt waren. In New York City ist vollständige Nacktheit erlaubt, sofern die betreffende Person ihre Nacktheit im Rahmen eines künstlerischen Projektes darstellt.

## Rechtlicher Hintergrund

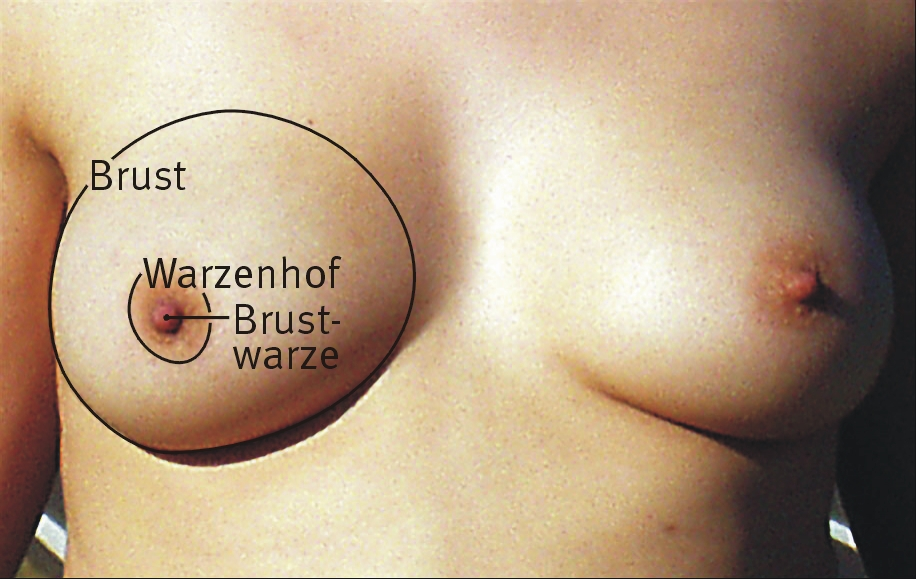
Weibliche Brust

Seit dem 7. Juli 1992 ist es in New York für Frauen nicht unrechtens, sich barbusig in der Öffentlichkeit aufzuhalten, sofern sie in einer solchen Situation keiner kommerziellen Tätigkeit nachgehen. Dem ging ein Picknick von sieben Frauen im Rochester Park  1986 voraus, bei dem diese „den Teil der Brust, der unterhalb des Warzenhofe-Ansatzes beginnt[,]“ zeigten. Das entsprechende Gesetz („Penal Law § 245.01“) wurde vom United States Court of Appeals als diskriminierend festgestellt, da es Teile des weiblichen, nicht aber des männlichen Körpers als „privat oder intim“ erkläre.

## Status
Im März 2021 hat die Gruppe ihre Online-Präsenz und ihre Accounts auf Twitter und Facebook gesperrt oder gelöscht. Der aktuelle Status ist unbekannt.